# Generalstaben
Generalstaben blev etableret under Englandskrigene 20. januar 1808 som Hærens øverste kommandomyndighed i Danmark. I 1932 blev Generalstabens status som selvstændig myndighed direkte under Krigsministeriet ophævet, hvorefter Generalstaben videreførtes som en stab i Generalkommandoen. Generalstaben ophørte helt i 1950 og blev erstattet af Hærkommandoen.
Under Generalstaben fandtes Generalstabens topografiske Afdeling, som i en årrække havde eneret på at udfærdige landkort over dansk territorium.

## Chef for generalstaben
| No.                                                            | Portræt       | Navn (Født–Død)                                      | Periode            | Periode            | Periode           | Ref.                 |
| No.                                                            | Portræt       | Navn (Født–Død)                                      | Tiltrådte          | Aftrådte           | Tid på Posten     | Ref.                 |
| -------------------------------------------------------------- | ------------- | ---------------------------------------------------- | ------------------ | ------------------ | ----------------- | -------------------- |
| 1                                                              |               | Generalløjtnant Frantz Bülow (1769–1844)             | 20. januar 1808    | 30. december 1839  | 31 år og 344 dage | [ 1 ]                |
| 2                                                              |               | Generalløjtnant Peter Frederik Steinmann (1782–1854) | 30. december 1839  | 3. juni 1852       | 12 år og 156 dage | [ 5 ] [ 6 ]          |
| 3                                                              |               | Generalmajor Carl Julius Flensborg (1804–1852)       | 3. juni 1852       | 23. juli 1852 †    | 0 år og 50 dage   | [ 7 ] [ 8 ]          |
| 4                                                              |               | Generalmajor August Baggesen (1795–1865)             | 23. juli 1852      | 2. april 1854      | 1 år og 253 dage  | [ 9 ]                |
| 4                                                              | 2. april 1854 | Generalmajor August Baggesen (1795–1865)             | 26. juni 1858      | 4 år og 85 dage    | [ 10 ] [ 11 ]     |                      |
| Positionen som chef for Generalstaben blev nedlagt 1858 – 1867 |               |                                                      |                    |                    |                   |                      |
| -                                                              |               | Oberst Heinrich Kauffmann (1795–1865) fung.          | 2. december 1864   | 1. april 1865      | 0 år og 120 dage  | [ 13 ] [ 14 ]        |
| -                                                              |               | Oberstløjtnant Frederik Stiernholm (1822–1879) fung. | 1. april 1865      | 26. september 1867 | 2 år og 147 dage  | [ 15 ] [ 16 ]        |
| 5                                                              |               | Generalmajor Frederik Stiernholm (1822–1879)         | 26. september 1867 | 21. april 1879     | 11 år og 238 dage | [ 15 ] [ 16 ]        |
| 6                                                              |               | Generalmajor Ludolph Fog (1825–1897)                 | 21. april 1879     | 4. oktober 1887    | 8 år og 166 dage  | [ 17 ] [ 18 ]        |
| 7                                                              |               | Generalmajor Johannes Zeuthen Schroll (1831–1916)    | 5. oktober 1887    | 26. november 1896  | 9 år og 52 dage   | [ 19 ] [ 20 ]        |
| 8                                                              |               | Generalmajor Marius Hedemann (1836–1903)             | 27. november 1896  | 1901               | 4–5 år            | [ 21 ]               |
| 9                                                              |               | Generalmajor Georg Zachariae (1835–1907)             | 1901               | 1903               | 1–2 år            | [ 22 ]               |
| 10                                                             |               | Generalmajor Arnold Kühnel (1850–1908)               | 1903               | 4. november 1905   | 1–2 år            | [ 23 ]               |
| 11                                                             |               | Generalmajor Vilhelm Gørtz (1852–1939)               | 5. november 1905   | 19. august 1909    | 3 år og 287 dage  | [ 24 ]               |
| 12                                                             |               | Generalmajor Anders Ludvig Hansen (1856–1920)        | 20. august 1909    | 1912               | 2–3 år            | [ 25 ]               |
| 13                                                             |               | Generalmajor Palle Berthelsen (1857–1920)            | 1912               | 6. august 1917     | 4–5 år            | [ 26 ]               |
| 14                                                             |               | Generalmajor Ellis Wolff (1856–1938)                 | 7. august 1917     | maj 1918           | 0 år              | [ 27 ]               |
| 15                                                             |               | Generalmajor Edgar Castonier (1866–1934)             | maj 1918           | december 1919      | 1 år              | [ 28 ]               |
| 16                                                             |               | Generalmajor Louis Nielsen                           | december 1919      | november 1922      | 2 år              | [ 29 ] [ 30 ] [ 31 ] |
| 17                                                             |               | Generalmajor Peter Laurids Martin Birke (1865–1941)  | november 1922      | juli 1930          | 7 år              | [ 32 ] [ 33 ]        |
| 18                                                             |               | Generalmajor Johan Christian Lund (1871–1931)        | juli 1930          | 5. april 1931 †    | 0 år              | [ 34 ]               |
| 19                                                             |               | Generalmajor William Wain Prior (1876–1946)          | april 1931         | november 1937      | 6 år              | [ 35 ]               |
| 20                                                             |               | Generalmajor Ebbe Gørtz (1886–1976)                  | november 1937      | 1. oktober 1941    | 3 år              | [ 36 ]               |
| 21                                                             |               | Generalmajor Hans Rolsted (1884–1966)                | 1. oktober 1941    | 1945               | 3–4 år            | [ 37 ]               |
| 22                                                             |               | Generalmajor Erik C.V. Møller (1896–1972)            | 1945               | 30. september 1950 | 4–5 år            | [ 38 ]               |